# 厄帕拉圖斯
厄帕拉圖斯，古希臘前三世紀將領，他出身亞該亞的法賴（Pharae）。
他於前219年被亞該亞同盟舉為統帥（strategos），因馬其頓國王腓力五世重臣阿佩利斯（Apelles）的計謀，和悌摩克塞諾斯（Timoxenus）的反對派支持下他才能成為統帥，而悌摩克塞諾斯是阿拉圖斯的支持者。厄帕拉圖斯的判斷很不高明，事實上也不適任這個職位，因此在他任期到期後，便不再連任。他留下許許多多難題給再度繼任的阿拉圖斯。

## 腳註
1. ↑  Polyb. iv. 82, v. 1, 5, 30, 91; Plut. Arat. 48.